# Maomé ibne Abi Alçaje
Maomé ibne Abi Alçaje (Muhammad ibn Abi'l-Saj), também conhecido como Maomé Alafexim (Muhammad al-Afshin; m. 901) foi um persa nomeado general do califa Almutadide (r. 892–902) e então emir sájida do Azerbaijão, de 889 ou 890 até sua morte. Ele era o filho de Abu Alçaje Deudade.

## Vida

### Começo da carreira

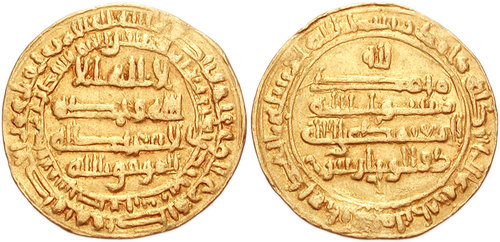
Dinar de ouro de Almutâmide r. com os nomes de Almuafaque r. e o vizir Saíde

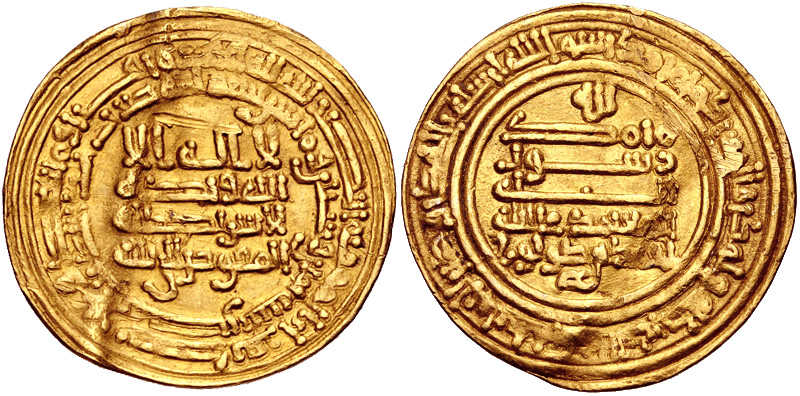
Dinar de ouro de Amade ibne Tulune r.

Maomé era filho de Abu Alçaje Deudade, um membro da família sájida originária de Osruxana na Ásia Central e era de provável origem soguediana. Como seu pai, Maomé e seu irmão Iúçufe tiveram uma longa e ativa carreira. Nas fontes árabes ele aparece como Maomé ibne Abil Saje, enquanto nas fontes armênios é mencionado como Afexim (Alafexim na versão arabizada), um título utilizado pelos príncipes de Osruxana na Transoxiana e que ele adotaria oficialmente em algum momento como constatado por sua cunhagem emitida em Barda em 898. Ele aparece pela primeira vez em 879, quando foi nomeado pelo califa Almutâmide (r. 870–892) como guardião das estradas que levavam para Meca. Em 893, aparece como governador de Ambar e Arraba.
Quando o emir do Egito Amade ibne Tulune (r. 868–884) morreu em 884, apresentou-se para Maomé a oportunidade de capturar alguns dos territórios na Síria do filho e herdeiro dele, Cumarauai (r. 884–896). Ele aliou-se com outro general abássida, Ixaque ibne Cundaje, que recebeu autorização e algumas tropas do regente Almuafaque (r. 870–891). Isaque confrontou-se com o governador tulúnida de Raca em abril de 884, e logo depois, o governador tulúnida de Damasco desertou, levando consigo Antioquia, Alepo e Hims. Cumarauai respondeu enviando tropas à Síria, que logo conseguiram recuperar as cidades perdidas antes de ambos os lados invernares em seus quarteis.
Na primavera, o filho de Almuafaque, Abul Abas Amade (o futuro califa Almutadide) chegou para tomar controle. Amade e Ixaque derrotaram os tulúnidas, que foram repelidos da Palestina, mas Amade confrontou-se com Ixaque e ibne Maomé, que partiu com suas tropas, e na batalha dos Moinhos em 6 de abril, o general de Cumarauai, Sade Alaíçar, perseguiu o exército abássida. Isto marcou o fim da aliança entre Ixaque e Maomé: o último virou-se para Cumarauai, e persuadiu-o a invadir a Jazira (Mesopotâmia Superior). Com ajuda egípcia, Maomé cruzou o Eufrates, derrotou as forças de Ixaque em algumas batalhas em 886–887, e forçou-o a reconhecer o controle tulúnida. A Jazira inteira tornou-se uma província tulúnida, um fato reconhecido pelo governo abássida num tratado em dezembro de 886 que confirmou Cumarauai em suas antigas e novas possessões.
Ixaque permaneceu como governador de Moçul sob autoridade tulúnida. Em 887/888, ele tentou-se rebelar-se, mas foi derrotado. Embora tenha reconhecido a suserania tulúnida, foi privado de Moçul em favor de Maomé. Ixaque então concentrou suas atenções em derrotar seus rivais, e logo conseguiu assegurar o favor e apoio de Cumarauai: em 888–889, foi Ixaque que, como chefe de um exército tulúnida, derrotou e depôs Maomé, que fugiu para Almuafaque.

### Governo do Azerbaijão

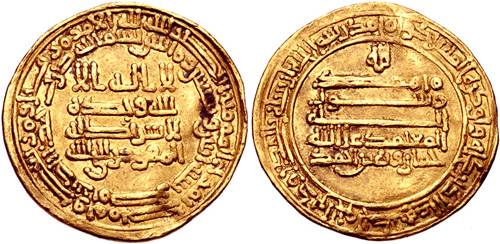
Dinar de ouro de Cumarauai r.

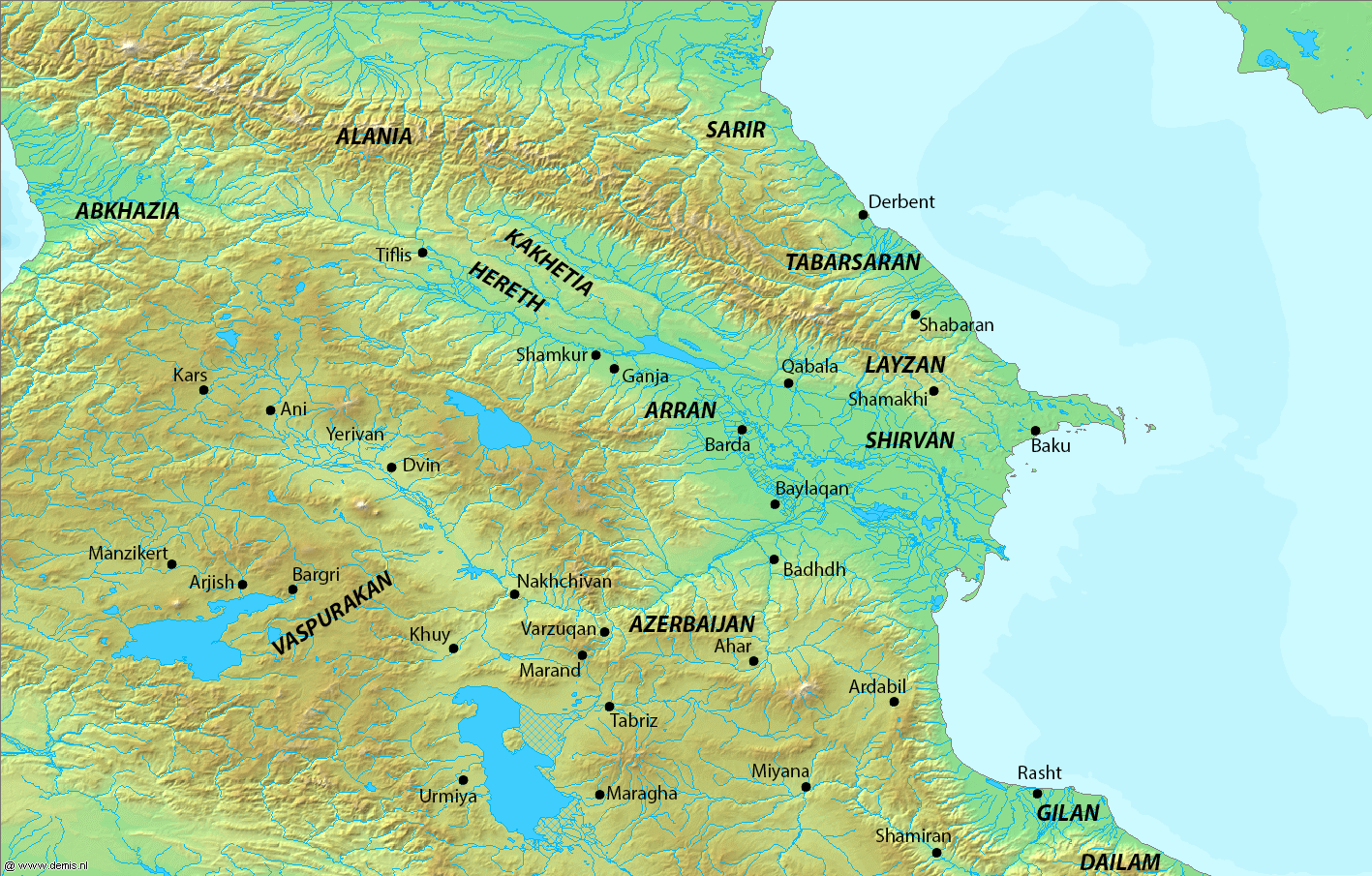
Mapa do Azerbaijão e Cáucaso

Em 889 ou 890, o regente Almuafaque nomeou Maomé como governador do Azerbaijão. Seu primeiro desafio veio na forma de Abedalá ibne Haçane ibne Alhamdani, um rebelde que tomou controle de Maraga. Ele convenceu-o a render-se em 893 ao prometer sua segurança, mas uma vez que Abedalá desistiu de lutar, foi executado pelo sájida. Maraga foi feita posteriormente capital do emir, embora geralmente residisse em Barda. Em seguida, dirigiu sua atenção à Armênia, onde o bagrátida Simbácio I (r. 890–914) foi elevado como rei. Ele enviou uma coroa e presentes em nome do califa, afirmando sua própria autoridade sobre Simbácio no processo. Quando Simbácio enviou emissário ao imperador bizantino Leão VI, o Sábio (r. 886–912) em 892, Maomé ameaçou atacá-lo, mas Simbácio conseguiu convencê-lo do contrário através de meios diplomáticos. Três anos depois, contudo, o bagrátida invadiu a Geórgia e Albânia. Em resposta, Maomé tomou Naquichevão e Dúbio, mas foi então derrotado e decidiu-se pela paz.
Em algum momento nos anos subsequentes, Maomé decidiu afirmar a sua independência do califa, recusando-se a enviar as receitas de suas províncias à Bagdá. Foi provavelmente por esta época que adotaria o título de Alafexim, como notado em sua cunhagem de 898. Porém, foi nesse ano que Maomé novamente submeteu-se à autoridade califal, evidentemente em preparação duma campanha contra Simbácio I, e foi reconfirmado no governo do Azerbaijão e Armênia. Ele penetrou fundo em solo bagrátida, tomando Carse e capturando a esposa e parte do tesouro de Simbácio, ao mesmo tempo que firmemente colocou Dúbio sob seu controle. Em 899, Maomé trocou a esposa dele por seu filho Asócio II e logo depois forçou a submissão do governante Arzerúnio de Vaspuracânia, Asócio Sérgio (r. 887–903), que concedeu seu irmão Cacício I como refém. Em seguida, ele ocupou Tiblíssi, que já pertencia aos muçulmanos, e quebrou sua trégua com Simbácio, novamente invadindo os domínios bagrátidas, embora tenha falhado em sua tentativa de capturar o rei.
Em vista de seus sucessos militares na Armênia, a lealdade de Maomé ao governo califal novamente tornou-se suspeita e por 900 uma conspiração na qual ele esperava adquirir controle de Diar Modar foi encoberta. No mesmo ano, invadiu Vaspuracânia novamente após o irmão de Asócio Sérgio, que Maomé havia tomado como refém, escapar; sete meses após a entrega de Cacício I, Asócio Sérgio enviou seu outro irmão, Gurgenes II, para substituí-lo, porém devido aos maus-tratos sofridos, o último preferiu fugir. Asócio Sérgio fugiu diante do avanço inimigo, e Maomé ocupou o país e então retornou para Barda, não antes de deixar um destacamento guarnecendo o país. Enquanto preparando-se para outra campanha contra Simbácio, morreu de uma epidemia em 901. Foi então sucedido por seu filho Deudade.